# Detective Conan
Detective Conan (名探偵コナン, Meitantei Konan), mais conhecido como Case Closed nos Estados Unidos, é um mangá de mistério japonês escrito e ilustrado por Gosho Aoyama. É serializado na revista Weekly Shōnen Sunday da Shogakukan desde janeiro de 1994, e foi compilado em 107 volumes tankōbon até abril de 2025. Devido a problemas legais com o nome Detective Conan, as versões em inglês de Detective Conan feitas pela Funimation e Viz foram renomeadas para Case Closed. A história segue o detetive colegial Shinichi Kudo (renomeado como Jimmy Kudo em várias traduções para o inglês) que se transformou em uma criança enquanto investigava uma organização misteriosa. Enquanto criança, resolve uma infinidade de casos enquanto personificava o pai de sua melhor amiga de infância e outros personagens.
O mangá foi adaptado para uma série de anime para televisão pela Yomiuri Telecasting Corporation e TMS Entertainment, que estreou em janeiro de 1996. O anime resultou em longas-metragens de animação, animações de vídeo originais, videogames, lançamentos de discos de áudio e episódios de live action. A Funimation licenciou a série de anime para transmissão na América do Norte em 2003 sob o nome de Case Closed com os personagens recebendo nomes americanizados. O anime estreou no Adult Swim, mas logo foi descontinuado devido à baixa audiência. Em março de 2013, a Funimation começou a transmitir seus episódios licenciados de Case Closed, a Crunchyroll em 2014. A Funimation também localizou os primeiros seis filmes de  Case Closed, enquanto a Discotek Media localizou o crossover especial Lupin III, sua sequência de filmes e filmes recentes selecionados, começando com Case Closed Episode One. Enquanto isso, o mangá foi localizado pela Viz Media, que usou o título e os mesmos nomes dos personagens alterados pela Funimation. A Shogakukan Asia fez sua própria versão localizada do mangá em inglês, que usava o título original e os nomes japoneses.
Os volumes tankōbon do mangá tinham mais de 230 milhões de cópias em circulação em todo o mundo em 2018, tornando-se a quinta série de mangá mais vendida de todos os tempos. Em 2001, o mangá recebeu o 46.º Prêmio Shogakukan Manga na categoria shōnen. A adaptação do anime foi bem recebida e classificada entre as 20 primeiras nas pesquisas da Animage entre 1996 e 2001. No ranking da televisão japonesa de anime, os episódios de Detective Conan normalmente ficam entre os seis primeiros episódios com maior audiência da semana. Tanto o mangá quanto o anime tiveram respostas positivas dos críticos por seu enredo e seus casos. O mangá foi vendido em 25 países, enquanto o anime foi transmitido em 40 países.

## Enredo
Shinichi Kudo (em inglês: Jimmy Kudo) é um detetive colegial  que às vezes trabalha com a polícia para resolver casos. Durante uma investigação, ele é atacado por membros de uma organização conhecida como Organização Negra (ou a Organização dos Homens de Preto). Eles o forçam a ingerir um a droga experimental, mas em vez de matá-lo, a droga o transforma em uma criança. Adotando o pseudônimo de Conan Edogawa e mantendo sua verdadeira identidade em segredo, Kudo vive com sua amiga de infância Ran Mouri (em inglês: Rachel Moore) e seu pai Kogoro Mori (em inglês: Richard), que é um detetive particular. Ao longo da série, ele acompanha os casos de Mouri, mas quando consegue resolver um, ele usa um dardo tranquilizante para adormecer Mouri e personifica sua voz usando um modelador de voz para revelar a solução para o caso. Ele também se matricula em uma escola primária local, onde faz amizade com um grupo de colegas que formam seu próprio Clube de Detetives Júnior, os Detective Boys. Enquanto continua a se aprofundar na busca pela Organização Negra, ele frequentemente interage com uma variedade de personagens, incluindo seu amigo professor Dr. Agasa, a amiga de Ran, Sonoko Suzuki (em inglês: Serena Sebastian), um colega detetive colegial Heiji Hattori (em inglês: Harley Hartwell), vários detetives policiais de diferentes regiões e um ladrão chamado Kaito Kid.
Kudo mais tarde se encontra com uma estudante transferida da escola primária, Ai Haibara (em inglês: Anita Hailey, que se revela a criadora da droga que o encolheu. Ela também havia ingerido a droga, mas já não era mais filiada à Organização Negra. Ela logo se junta aos Detective Boys. Durante um raro encontro com a Organização Negra, Conan ajuda o FBI a implantar um agente da CIA, Kir, na Organização Negra como um espião.

## Produção e lançamento
Detective Conan estreou em 1994, durante o surgimento do gênero de mangá de mistério devido à publicação da série The Kindaichi Case Files; o primeiro capítulo foi publicado na revista Weekly Shōnen Sunday da editora Shogakukan em 19 de janeiro de 1994. Aoyama cita as histórias de Arsène Lupin, Sherlock Holmes e os filmes de samurai de Akira Kurosawa como influências em seu trabalho. Ao fazer o roteiro de cada capítulo, ele garante que o diálogo permaneça simples e gasta em média quatro horas para cada novo caso e doze para os mais complicados. O irmão mais velho de Aoyama é um cientista que o ajuda com os "truques" da série. Cada caso abrange vários capítulos (exceto alguns casos mais curtos que abrangem apenas um) e é resolvido no final, onde os personagens explicam os detalhes de suas soluções em termos simples; um banco de dados online consistindo de todos os casos do mangá foi lançado em 2007. Nesse mesmo ano, Aoyama deu a entender que tinha um final planejado, mas que não pretende encerrar a série ainda.
Detective Conan se tornou a 24.ª série de mangá mais longa em lançamento, com mais de mil capítulos lançados no Japão, e a primeira série com mais de mil capítulos publicados na Weekly Shōnen Sunday. Os capítulos individuais são coletados em volumes tankōbon pela Shogakukan; o primeiro volume foi lançado em 18 de junho de 1994. Os assistentes de Gosho Aoyama também produzem uma série antológica de Detective Conan que é publicada irregularmente.
A Viz Media anunciou a aquisição da série para a América do Norte em 1 de junho de 2004. Após a localização do anime feita pela Funimation, a Viz lançou a série de mangá como Case Closed e pegou os nomes dos personagens da versão da Funimation para manter a consistência entre as duas mídias. A Viz Media lançou o primeiro volume em setembro de 2004 e começou a lançar edições digitais em 2013. A Gollancz licenciou e distribuiu 15 volumes da Viz Media no Reino Unido antes de encerrar a publicação do mangá (a Viz Media já os relançou). Em 2014, a Shogakukan Asia iniciou sua própria localização em inglês da série para Singapura e outros países do sudeste asiático como Detective Conan . Laura Thornton da CBR.com, citando a propriedade japonesa comum tanto na versão da Shogakukan Asia quanto na da Viz, descreveu a versão de Singapura, em comparação com a da Viz, como "completamente idêntica, palavra por palavra - exceto pelos nomes e os logotipo, que tem o nome original, Detective Conan. O mangá também foi localizado em outras regiões como a China, França, Alemanha e Indonésia. (As localizações na Escandinávia cessaram uma a uma, sendo a Finlândia a última em 2013, quando a editora fechou toda a divisão de mangás.)

### Spin-offs
Uma série de mangás spin-off, intitulada Detective Conan: Hanzawa the Criminal, de Mayuko Kanba, começou na edição de julho de 2017 do Shōnen Sunday S da Shogakukan, lançado em 25 de maio de 2017.
Outro mangá derivado, ilustrado por Takahiro Arai com supervisão de Aoyama, intitulado Detetcive Conan: Zero's Tea Time começou na edição n.º 24 do Weekly Shōnen Sunday em 9 de maio de 2018. A história é centrada no agente Toru Amuro. Novos capítulos do mangá são publicados apenas quando Detective Conan está em hiato.
Outro mangá também ilustrado por Arai, intitulado de Detective Conan: Police Academy Arc, foi serializado na Weekly Shōnen Sunday de 2 de outubro de 2019 a 18 de novembro de 2020. Abrangendo 13 capítulos, ele focava novamente em Amuro durante seus anos na academia de polícia com seus colegas.

## Adaptações de mídia

### Anime

Logotipo do anime de Detective Conan

A versão para anime de  Detective Conan é produzida pela Yomiuri Telecasting Corporation e TMS Entertainment. Mais de mil episódios foram ao ar no Japão desde a estreia do anime em 8 de janeiro de 1996, tornando-o a décima sexta série de anime mais longa até agora. Inicialmente, a Shogakukan coletou e lançou os episódios em videocassetes VHS de junho de 1996 a outubro de 2006. Quatrocentos e vinte e seis episódios foram lançados em VHS até que a Shogakukan abandonou o formato e mudou para DVDs, começando do primeiro episódio. Para o décimo quinto aniversário da série de anime, a série foi disponibilizada em vídeo sob demanda. A série celebrou seu 25.º aniversário em janeiro de 2021, e o episódio "Moonlight Sonata Murder Case" (11.º episódio da série) foi refeito como a primeira parte de sua celebração, que contou com as mais recentes técnicas de equipe e produção, e a pianista clássica Aimi Kobayashi tocando a Sonata No. 14 de Beethoven para o episódio. Foi ao ar em 6 de março de 2021.
Em 2003, os primeiros 104 episódios foram licenciados pela Funimation para distribuição na América do Norte, sob o título de Case Closed por questões legais. Detective Conan também foi lançado em outras línguas, como francês, português, alemão e italiano. Detective Conan estreou no Cartoon Network como parte de seu bloco de programação Adult Swim em 24 de maio de 2004; não mais do que 50 episódios foram licenciados pela Funimation devido à baixa audiência. O canal canadense YTV pegou Detective Conan e transmitiu 22 episódios entre 7 de abril de 2006 e 2 de setembro de 2006, antes de retirá-la do ar. A Funimation disponibilizou a série com o lançamento do Canal Funimation em novembro de 2005; esteve temporariamente disponível na Colors TV durante a sua parceria com o Canal Funimation. Detective Conan foi posteriormente transmitido na América do Norte pela TV japonesa a cabo NHK. A Funimation perdeu os direitos da série em 2018. A Crunchyroll começou a transmitir simultaneamente a série em outubro de 2014, começando com o episódio 754. Em setembro de 2020, a Crunchyroll começou a transmitir os primeiros 43 episódios (os episódios de duas partes 11-12 são considerados como um único episódio).
Uma adaptação separada da série em inglês foi feita pela Voiceovers Unlimited Pte Ltd. em Singapura. Outra adaptação da Animax Asia estreou nas Filipinas em 18 de janeiro de 2006, sob o nome de Detective Conan. Como a Animax não foi capaz de obter mais os direitos de transmissão na TV, sua versão conteve apenas 52 episódios. A série continuou com reprises até 7 de agosto de 2006, quando foi retirada do canal. Ambas as versões de Singapura e Filipinas usaram nomes dos personagens originais. O canal da Califórnia United Television Broadcasting (UTB) transmitiu Detective Conan com legendas em inglês de 2011 a 2014, até o episódio 421.
A Funimation também lançou DVDs de sua série dublada a partir de 24 de agosto de 2004. Inicialmente, os lançamentos eram feitos em DVDs individuais e os episódios futuros eram lançados em caixas sazonais; 130 episódios foram lançados no total. As caixas sazonais foram posteriormente relançadas em caixas redesenhadas, chamadas de edição Viridian. A Funimation começou a retransmitir episódios de Detective Conan em março de 2013. A Hanabee Entertainment licenciou a série para distribuição na Austrália. Em Portugal, o anime foi transmitido dublado pela SIC.
Em janeiro de 2016, 52 episódios do anime apareceram na Netflix, inicialmente sob o título original Detective Conan, antes de mudar para o apelido em inglês Case Closed. Os episódios foram listados como "temporada um", embora na realidade sejam os episódios 748 a 799. Os episódios estavam disponíveis apenas em japonês, mas tinham legendas. A disponibilidade provavelmente foi parte dos esforços da Netflix para expandir seu catálogo de animes. Em janeiro de 2021, a Netflix removeu os episódios. Em 2018, o anime Detective Conan já tinha sido transmitido em 40 países ao redor do mundo.

#### Filmes
Ao todo vinte e quatro longas-metragens baseados na série de anime e mangá Detective Conan foram lançados até agora. Eles são animados pela TMS Entertainment e produzidos pela Yomiuri Telecasting Corporation, Nippon Television, ShoPro e Toho. Os primeiros sete filmes foram dirigidos por Kenji Kodama, os filmes 8–15 foram dirigidos por Yasuichiro Yamamoto e os filmes 16 em diante foram dirigidos por Kobun Shizuno. Os filmes são lançados em abril de cada ano, começando em 1997 com o primeiro filme, Detective Conan: The Time Bombed Skyscraper. O 23.º filme da franquia, Detective Conan: The Fist of Blue Sapphire, foi lançado em 12 de abril de 2019. Do segundo filme em diante, estes foram os vinte filmes de anime de maior bilheteria no Japão. A receita obtida com os filmes financiou outros projetos cinematográficos de Toho. Cada filme foi adaptado em duas histórias em quadrinhos que foram lançadas no quarto trimestre do mesmo ano. A Funimation lançou versões dubladas em inglês dos primeiros seis filmes nos DVDs da Região 1 entre 3 de outubro de 2006 e 16 de fevereiro de 2010. A Bang Zoom! Entertainment começou a lançar dublagens em inglês de filmes de  Detective Conan através da Discotek Media, começando com o especial de TV Episode One em 28 de julho de 2020.

#### Animações de vídeo originais
Duas séries de animações de vídeo originais (OVA) foram produzidas pela TMS Entertainment, Nippon Television e Yomiuri Telecasting Corporation. A série de OVAs Shōnen Sunday Original Animation são episódios anuais por correspondência disponíveis para assinantes do Weekly Shōnen Sunday. O primeiro Shonen Sunday Original Animation foi lançado na edição 26 da revista Weekly Shonen Sunday em 2000, com onze OVAs lançadas até 2011. Os primeiros nove episódios das séries de OVAs foram posteriormente colocados em quatro volumes de DVD intitulados Secret Files e foram lançados entre 24 de março de 2006 e 9 de abril de 2010. A segunda série OVA, intitulada de Magic File, consiste em lançamentos anuais direto para o DVD. A primeira OVA de Magic File foi lançada em 11 de abril de 2007 e continha quatro episódios da série de anime. As subsequentes  OVAs de Magic File continham um enredo original com laços de fundo relacionados aos seus respectivos filmes de Detective Conan, começando com o décimo segundo filme,  Detective Conan: Full Score of Fear.

#### Especial de televisão
Um especial de televisão de duas horas intitulado Lupin the 3rd vs. Detective Conan (ルパン三世VS名探偵コナン, Rupan Sansei Vāsasu Meitantei Konan) foi produzido pela TMS Entertainment, Nippon Television e Yomiuri Telecasting Corporation e foi ao ar em 27 de março de 2009. Foi anunciado pela primeira vez na 9ª edição da Weekly Shōnen Sunday em 2009. A trama segue Kudo enquanto ele investiga a morte da Rainha de Vespania enquanto Arsène Lupin III da série Lupin III tenta roubar a coroa da Rainha. O especial obteve uma audiência familiar recorde de 19,5 no Japão. A VAP lançou o especial em DVD e Blu-ray Disc em 24 de julho de 2009. O especial é seguido por Lupin III vs. Detective Conan: O filme que se passa após o especial de televisão.

### Jogos eletrônicos
Houve uma expansão de Detective Conan no setor dos jogos eletrônicos, logo depois de sua incursão na animação. Em 27 de dezembro de 1996, o jogo Detective Conan: Chika Yuuenchi Satsujin Jiken foi lançado para o Game Boy. Desde então, 20 jogos foram lançados, com Detective Conan: Kako Kara no Zensōkyoku Prelude lançando na primavera de 2012 para o Nintendo DS e PlayStation Portable. Atualmente, a maioria dos jogos foi lançada apenas no Japão, embora a Nobilis tenha localizado Case Closed: The Mirapolis Investigation para a região PAL. Todos os jogos de Detective Conan lançados para Game Boy, consoles da Sony , WonderSwan e Nintendo DS foram desenvolvidos pela Bandai. A Banpresto desenvolveu os títulos de Detective Conan para Game Boy Color e Game Boy Advance, enquanto a Marvelous Entertainment desenvolveu Case Closed: The Mirapolis Investigation.

### CDs de áudio
Katsuo Ono compôs e arranjou as músicas presentes em Detective Conan; suas obras foram lançadas em vários CDs. Também foram lançados dois álbuns de imagens, contendo várias canções cantadas por dubladores japoneses dos personagens do anime. Vários temas musicais foram feitos por músicos pop como B'z, Zard e Garnet Crow. Os primeiros quatro temas musicais foram lançados pelo Universal Music Group e todos os lançamentos posteriores foram pela Being Inc.
The Best of Detective Conan e The Best of Detective Conan 2 foram álbuns que venderam juntos mais de 2,2 milhões de cópias, enquanto os singles de The Best of Detective Conan 3 venderam juntos mais de 1,6 milhões de cópias. Em 25 de julho de 2017, a cantora Mai Kuraki foi premiada com o Guinness World Record por cantar o maior número de canções temáticas em uma única série de anime, tendo cantado 21 canções para Detective Conan, começando com seu hit "Secret of My Heart" (2000).

### Drama deLive-action
Quatro especiais dramáticos de live-action e uma série de televisão foram criados pela Yomiuri Telecasting Corporation e pela TMS Entertainment com base na série. Os dois primeiros especiais foram ao ar em 2006 e 2007 apresentando Shun Oguri interpretando o adolescente Shinichi Kudo e Tomoka Kurokawa como Ran Mouri. O terceiro e o quarto especiais de TV foram ao ar em 2011 e 2012, apresentando Junpei Mizobata como Jimmy e Shioli Kutsuna como Rachel. O elenco usado para esses especiais de TV foi também usado para a série de televisão que foi ao ar entre 7 de julho de 2011 e 29 de setembro de 2011.

### Outras mídias relacionadas

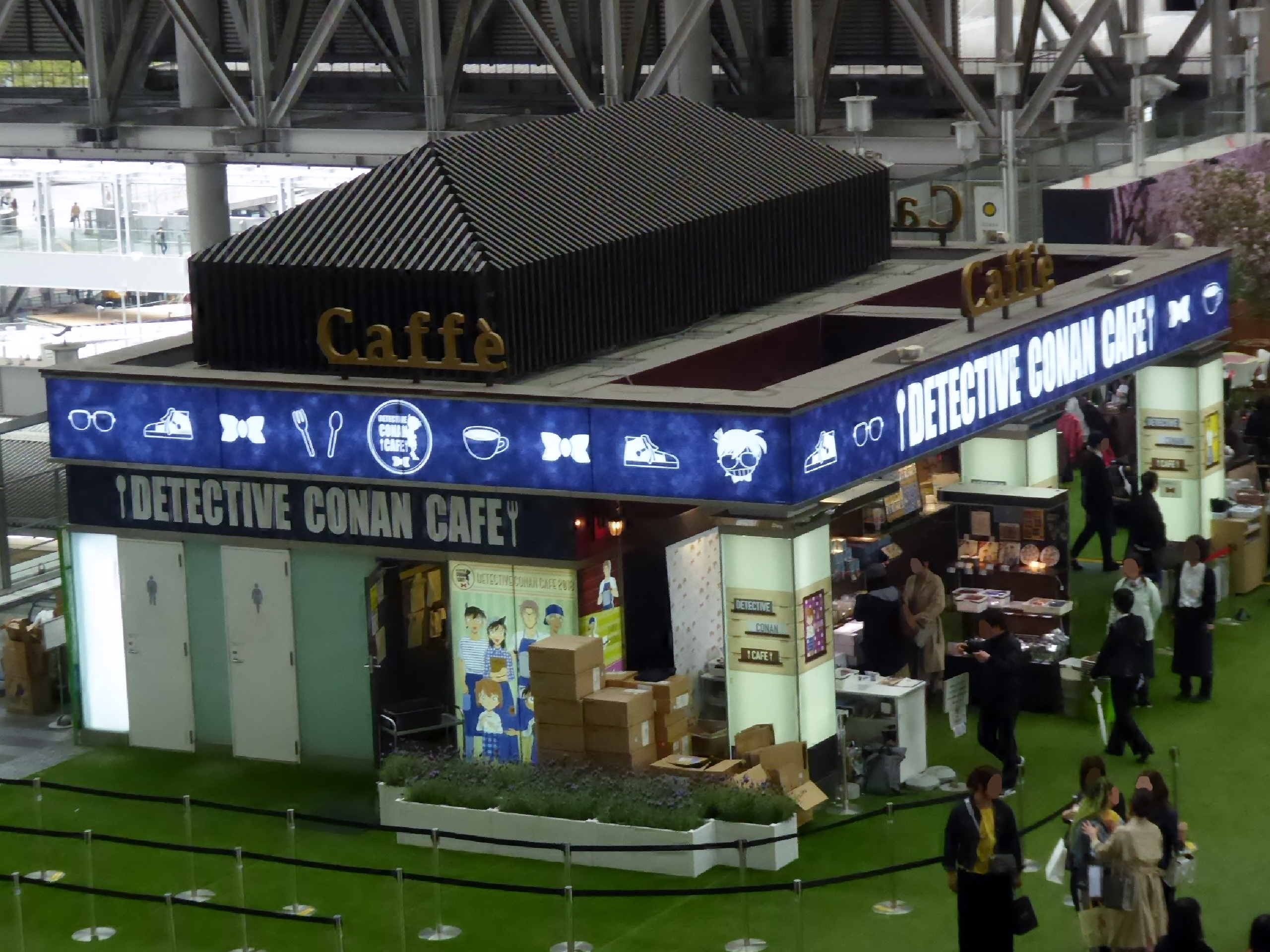
Café com tema de Detective Conan

Em comemoração ao 50º aniversário das revistas Weekly Shōnen Sunday e Weekly Shōnen Magazine, as duas empresas colaboraram para publicar doze revistas quinzenais que consistem em capítulos de Detective Conan da revista Shonen Sunday e Kindaichi Case Files da revista Weekly Shonen. As revistas foram publicadas entre 10 de abril de 2008 e 25 de setembro de 2008.
A Shogakukan também produziu muitos livros derivados da série. Cinquenta volumes de uma série de quadrinhos de filmes foram publicados no Japão entre junho de 1996 e agosto de 2000, cobrindo os primeiros 143 episódios do anime, embora alguns episódios tenham sido pulados. Cinco quadrinhos adicionais intitulados 5 Juuyou Shorui (5重要書類, lit. 5 Important Documents) foram publicados entre julho de 2001 e janeiro de 2002 e cobriram episódios selecionados entre 162–219. Treze guias oficiais foram publicados entre junho de 1997 e abril de 2009. A Shogakukan também publicou romances, resumos de livros, livros educacionais e livros de quebra-cabeças.
Na América do Norte, a Score Entertainment publicou o Case Closed Trading Card Game em 29 de junho de 2005. O jogo envolve o uso de três baralhos de cartas personalizados, que os jogadores compram e colecionam. Representando personagens, eventos e objetos de Detective Conan, esses cartões são usados pelos jogadores para cumprir certas condições para resolver um caso e completar o jogo. Certos cartões são usados para impedir o progresso dos oponentes do jogador. Um guia não oficial em inglês para a série intitulada The Case Closed Casebook: An Essential Guide foi publicado pela DH Publishing Inc. em 25 de março de 2008.

## Recepção

### Popularidade
Em 2006, o governo japonês usou o Conan em campanhas para ajudar a promover a conscientização sobre o crime entre as crianças. Visando o mesmo público, o Ministério das Relações Exteriores do Japão usou Conan e seus amigos em dois panfletos: um para promover a missão do ministério, o outro para apresentar a 34ª Cúpula do G8, realizada no país em 2010. Vários personagens da série apareceram na sexta parcela da série de selos comemorativos Anime, Heroes and Heroines emitida pelo Japan Post em 2006. Aoyama e suas criações são homenageados em sua cidade natal Hokuei, Tottori; um museu com exposições de seu trabalho está localizado lá, e várias estátuas de bronze de Shinichi Kudo, Conan Edogawa e Ran Mouri estão instaladas em vários locais da cidade. A cidade também tem outras atrações turísticas relacionadas a Detective Conan, incluindo um aeroporto e uma estação de trem com o tema de Detective Conan, sendo promovidas como Cidade do Conan.
Em 2018, Detective Conan chamou a atenção do apresentador de talk show americano Conan O'Brien, que discutiu o personagem Conan Edogawa, bem como a Cidade do Conan em seu talk show Conan, e visitou a cidade em setembro de 2018.
Na enquete Manga Sōsenkyo de 2021 da TV Asahi, na qual 150.000 pessoas votaram em suas 100 melhores séries de mangá, Detective Conan ficou em 4º lugar, atrás de One Piece, Demon Slayer: Kimetsu no Yaiba e Slam Dunk.
A adaptação animada da série também é popular no Japão, aparecendo entre os seis primeiros do ranking da TV japonesa em vários momentos. A série de televisão ficou entre as vinte primeiras séries de animes preferidas do público nas pesquisas conduzidas pela revista de anime Animage de 1996 a 2001. Detective Conan também obteve uma classificação melhor do que o vigésimo terceiro lugar nas pesquisas do Top 100 animes favoritos do público conduzida pela rede de televisão japonesa TV Asahi entre 2005 e 2006. A série teve um considerável tempo de exibição na China; foi a segunda animação mais transmitida lá em 2004.

#### Vendas
Em 2018, o mangá de Detective Conan tinha mais de 230 milhões de cópias em circulação em todo o mundo, tornando-se a quinta série de mangá mais vendida, sendo vendida em 25 países. No Japão, os volumes individuais da franquia frequentemente aparecem nas listas de mangás mais vendidos. Detective Conan foi o 19º mangá mais vendido em 2011, com 2.120.091 de cópias vendidas. A revista Nikkei Entertainment publicou uma lista dos 50 maiores mangakás por vendas desde janeiro de 2010, em sua edição de setembro de 2011; Gosho Aoyama, o autor de Detective Conan ficou em 16º lugar, com 3.320.000 de cópias vendidas. Foi o 17º mangá mais vendido em 2012, com 2.430.572 de cópias vendidas. Em 2013, Detective Conan foi o 24º mangá mais vendido, com 1.966.206 de cópias vendidas.
Mercadorias licenciadas baseadas em Detective Conan são vendidas na Ásia. No Japão, a mercadoria licenciada do Detective Conan rendeu 2.89 bilhões de ienes em 2003, 17.29 bilhões de ienes durante 2005 e 2008, e 9.03 bilhões de ienes durante 2010 e 2012, somando pelo menos 29.21 bilhões de ienes (366.08 milhões de dólares) vendidos no Japão entre 2003 e 2012.
O primeiro volume de Detective Conan apareceu três vezes nas listas dos dez mais vendidos, logo após sua estréia, o mesmo volume também apareceu na lista de classificação dos Distribuidores Diamond Comic. Volumes publicados posteriormente apareceram nas listas dos mais vendidos de mangá do jornal New York Times.

### Significado histórico e cultural
Detective Conan começou sua publicação durante a "Década Perdida", que foi um longo período de recessão econômica no Japão durante a década de 1990, após o estouro da bolha econômica da década de 1980. Durante este período, o Japão também viu um aumento nos crimes violentos cometidos por adolescentes, o que foi uma causa crescente de preocupação. A turbulência política e cultural desse período contribuiu para a popularidade generalizada de Detective Conan no Japão, onde o público desejava escapar dessas crises. A temática do "menino detetive" ressurgiu nesta década e permaneceu popular desde então.  A história de Detective Conan é frequentemente vista como uma visão otimista da capacidade das crianças de melhorar a sociedade e inspirar esperança para o futuro.  Os detetives adultos e policiais de Detective Conan mostram-se ineptos na resolução de crimes e, em última análise, são Conan e o Clube de Detetives Júniores que resolvem os casos e inspiram o público infantil a fazer o mesmo.
Detective Conan tem claras influências das culturas ocidental e oriental e tenta unir as duas e mostrar um Japão modernizado. Os designs dos personagens de Detective Conan são inspirados em estilos ocidentais, como os ternos de Conan e Kogoro ou o penteado de Ran, enquanto os fundos mostram uma paisagem japonesa moderna e urbanizada. Ao mesmo tempo, os personagens também participam de costumes tradicionais japoneses, como usar pauzinhos ao comer ou saudações tradicionais quando os personagens voltam para suas casas.
Detective Conan usa música pop japonesa (J-pop) em suas canções de abertura e encerramento. Antes de meados da década de 1990, a música de anime era considerada um gênero próprio e separado do J-pop. Detective Conan foi um dos primeiros programas de anime a incluir J-pop especificamente no programa. Como resultado, hoje o J-pop é muito mais comumente usado em anime e os artistas de J-pop frequentemente usam anime como uma plataforma promocional para seu trabalho.
Detective Conan apresenta marcos japoneses em todo o programa como cenário para muitos episódios. Os personagens visitam templos religiosos, praias, cadeias de montanhas e muitos outros locais reais e fictícios no Japão que demonstram a beleza natural do país e seus marcos históricos. Os episódios de Detective Conan também incluem elementos do folclore japonês, como o Tengu e o Shinigami, assim como figuras mais reconhecidas globalmente como alienígenas e vampiros. No entanto, a existência dessas criaturas é sempre desmascarada como parte de um plano do criminoso em um episódio.

### Recepção da crítica
Nos Estados Unidos, Detective Conan recebeu elogios de Eduardo M. Chavez do Mania.com e A. E. Sparrow do IGN por suas histórias - contando os mistérios e como eles foram revelados pelas investigações de Conan e seus amigos. Sparrow chamou o estilo da série de uma mistura de Scooby-Doo e Sherlock Holmes, enquanto Chávez acreditava que o mangá tenha apelo para leitores de todas as idades. Melissa Sternenberg da THEM Anime Reviews também revisou o anime e elogiou sua animação e enredo. Os críticos de ActiveAnime comentaram sobre o complexo design de personagens e o "espírito" que a série tem, indicando que os fãs de séries de mistério em série preferem se divertir. A série também é considerada mais adequada para um público mais maduro. Nos Estados Unidos, a série dublada enfrentou várias reações negativas às mudanças para localizar o conteúdo para o público internacional de língua inglesa, principalmente norte-americano. Jeffrey Harris, do IGN, achou inútil mudar os nomes dos personagens, e Carl Kimlinger, do Anime News Network, disse que as mudanças de certas referências culturais japonesas tornaram várias partes dos mistérios e de sua consequente investigação ilógicas. As vozes revelaram-se confusas para Carlo Santos, que analisou o primeiro lançamento em DVD de Case Closed para o Anime News Network; ele disse que enquanto os personagens principais soavam como "pessoas reais", os secundários "[pareciam] caricaturas". Lori Lancaster, do Mania.com, descreveu Detective Conan como "uma série inteligente que tem mistérios em cada esquina", observando a natureza "bizarra" e "interessante" de cada caso. Chris Wyatt da IGN foi positivo quanto à maneira como os casos são armados, remetendo-os aos mistérios da sala trancada de Agatha Christie. Ele descreveu a série como "uma mistura de Inspetor Bugiganga e Law & Order, mas num estilo de anime." Seu colega, Harris, no entanto, expressou aborrecimento com elementos repetitivos no programa e os métodos inventados que a série usa para manter a identidade de Conan em segredo de certos personagens.

### Prêmios
O mangá venceu o 46º Prêmio de Mangá Shogakukan na categoria shōnen em 2001. Os entrevistados em uma pesquisa online feita pela Shogakukan para cidadãos japoneses na casa dos vinte anos votaram em Detective Conan como um dos três principais mangás que queriam ver continuar a ser publicado na revista. Na França, a série foi indicada ao prêmio Angoulême Festival Graphic Novel entre a seleção japonesa. A série foi classificada no top mangás em publicação da About.com em 2010, na categoria "Melhor joia subestimada: Shōnen".
Vários filmes da franquia foram indicados para prêmios em seu país de origem. O nono filme foi indicado para a categoria de longa-metragem no 5º Prêmio Anual de Anime de Tóquio, e os cinco filmes seguintes foram indicados para o Prêmio da Academia do Japão de Animação do Ano em seus respectivos anos de lançamento.